# Alma (autómárka)
Az Alma egy magyar gyártású szabadidő-autó volt, mely elsősorban Trabant és Fiat alkatrészek felhasználásával készült Biharkeresztesen 1990 és 1995 között, minimális darabszámban. 

## Története
Az autót Szorcsik Lajos tervezte meg elsőként 1990 körül Papillon (pillangó) fantázianévvel. A külsőleg fiatalos, „buggy-sított” Trabantnak kinéző járművet az 1994-es BNV formatervezési kiállításán is bemutatta, itt látták meg a Pápa testvérek, Pápa Imre és Pápa Zsigmond, akik fantáziát láttak az autóban, amit mediterrán országokban kívántak értékesíteni. A testvérek felvásárolták a Pestvidéki Gépgyár biharkeresztesi üzemét, hogy ott kezdjék meg az autó gyártását. Az autó főbb részei használt Trabant-alkatrészekből állt, míg a meghajtásáról szintén használt, Fiat 128-asból származó, felújított 903 köbcentiméteres, 47 lóerős, karburátoros motor gondoskodott, de felhasználtak Lada kijelzőket a műszerfalon és egyéb egyedi megoldásokat is eszközöltek. Az autóra egyéves, illetve 10 000 kilométeres garanciát vállaltak, míg a (műanyag) karosszéria átrozsdásodás elleni garanciája hat évre szólt. Az autó vételárát 1995-ben 720 000 forintban állapították meg.
A gyártást beindulását egy görög befektető révén kívánták megvalósítani, a tervezett évi 2-300 darabos értékesítést azonban keresztülhúzta a kocsi gyatra műszaki kivitele és az ehhez képest irreális ára. A számos forgalomba helyezési engedély és előírás anyagi hátterét viszont már nem tudták Pápáék kigazdálkodni, így az elsőként külföldre küldött hét autót nem követték újabbak, ezért a vállalkozás csődbe ment. A gyártás ideje alatt összesen nagyjából egy tucat kocsi készülhetett. 